# Međeđa, Kozarska Dubica
Međeđa je naselje v občini Kozarska Dubica, Bosna in Hercegovina. 

## Deli naselja
Međeđa, Međeđa Donja, Međeđa Gornja, Mlinarice, Rijeka in Srednja Međeđa.

## Prebivalstvo
| Pregled števila prebivalcev po letih | Pregled števila prebivalcev po letih | Pregled števila prebivalcev po letih | Pregled števila prebivalcev po letih | Pregled števila prebivalcev po letih | Pregled števila prebivalcev po letih |
| ------------------------------------ | ------------------------------------ | ------------------------------------ | ------------------------------------ | ------------------------------------ | ------------------------------------ |
| 1948                                 | 1953                                 | 1961                                 | 1971                                 | 1981                                 | 1991                                 |
| -                                    | -                                    | -                                    | 888                                  | 823                                  | 808                                  |

| Narodna sestava prebivalstva po letih                                                                                      | Narodna sestava prebivalstva po letih                                                                                         | Narodna sestava prebivalstva po letih                                                                                        |
| --- | --- | --- |
| 1971 | 1981 | 1991 |
| . skupaj: 888 Srbi 871 (98,08 %) Hrvati 7 (0,78 %) Muslimani 0 (0,00 %) Jugoslovani 2 (0,22 %) drugi in neznano 8 (0,90 %) | . skupaj: 823 Srbi 640 (77,76 %) Hrvati 6 (0,72 %) Muslimani 0 (0,00 %) Jugoslovani 174 (21,14 %) drugi in neznano 3 (0,36 %) | . skupaj: 808 Srbi 765 (94,67 %) Hrvati 15 (1,85 %) Muslimani 0 (0,00 %) Jugoslovani 22 (2,72 %) drugi in neznano 6 (0,74 %) |